# Rob Rooken
Rob Jan Rooken (Groningen, 5 oktober 1969) is een Nederlands ondernemer en politicus. Hij was van 2 juli 2019 tot en met 15 juli 2024 lid van het Europees Parlement in de fractie van Europese Conservatieven en Hervormers (ECH). Tot december 2020 was hij lid van de delegatie van Forum voor Democratie (FVD) en vervolgens van 2020 tot 2023 was hij lid van JA21. Hij werkte in de ICT-sector (webhosting), heeft diverse internetbedrijven (mede) opgericht en was naast zijn parlementswerk partijsecretaris en penningmeester van FVD.

## Carrière

### Politiek
In 2016 richtte hij met zijn zakenvriend Henk Otten en Thierry Baudet Forum voor Democratie op.
Rooken kwam in het nieuws door zijn video getiteld "De nieuwe schoolstrijd: meldpunt indoctrinatie op scholen & Universiteiten" uit maart 2019, waarin hij namens het wetenschappelijk bureau van de partij, het Renaissance Instituut, de bevolking opriep om melding te maken van ‘linkse indoctrinatie’ door leraren in het onderwijs. In de zomer van 2019 speelde hij een rol in conflicten van FVD met Henk Otten, die geroyeerd werd als lid van FVD.
Na het vertrek van Otten uit het partijbestuur in april 2019 bestond dat alleen uit Rooken en Baudet. Met Baudet vormde Rooken tevens het bestuur van het Renaissance Instituut, waarvan hij ook secretaris was.
Vanaf 2 juli 2019 was Rooken lid van het Europees Parlement, waar hij deel uitmaakte van de fractie van de Europese Conservatieven en Hervormers (ECH). Als zodanig was hij lid van de Commissie milieubeheer, volksgezondheid en voedselveiligheid en plaatsvervangend lid van de Commissie industrie, onderzoek en energie. Als motivatieredenen noemde hij in 2019 "nieuwsgierigheid naar hoe het hier werkt" en om "misschien tegen beter weten in" iets teweeg te willen brengen. Op 4 december 2020 verliet de gehele delegatie Forum voor Democratie en ging onafhankelijk verder. Later die maand sloot de delegatie zich aan bij de nieuwe partij JA21. Op 26 augustus 2023 maakte hij echter bekend dat hij, samen met onder anderen Europarlementariër Rob Roos, zijn lidmaatschap bij JA21 had opgezegd, vanwege onvrede over het gebrek aan partijdemocratie. Beiden bleven Europarlementariër als onafhankelijk lid van de ECH-fractie tot en met 15 juli 2024, het einde van de zittingsperiode 2019-2024.
Hij maakt deel uit van de delegatie voor de betrekkingen met de Volksrepubliek China.

### Bedrijfsleven
Hij richtte de internetbedrijven XOIP, Aervik, en Secure Internet Machines op, die deels aan grote bedrijven zijn verkocht. XOIP zette voicemails en faxen om in e-mails en werd in 2001 verkocht aan het Italiaanse Tiscali. In 2005 werd het teruggekocht. Rooken is sinds 2003 partner van de Eerste Nederlandse E-mail Maatschappij B.V. (ENEM). Verder was hij partner bij SimPC (2005-2009) ter ondersteuning bij ICT-problemen.
- Parlement.com: vkwqluwi7lzq